# Цветной карандаш

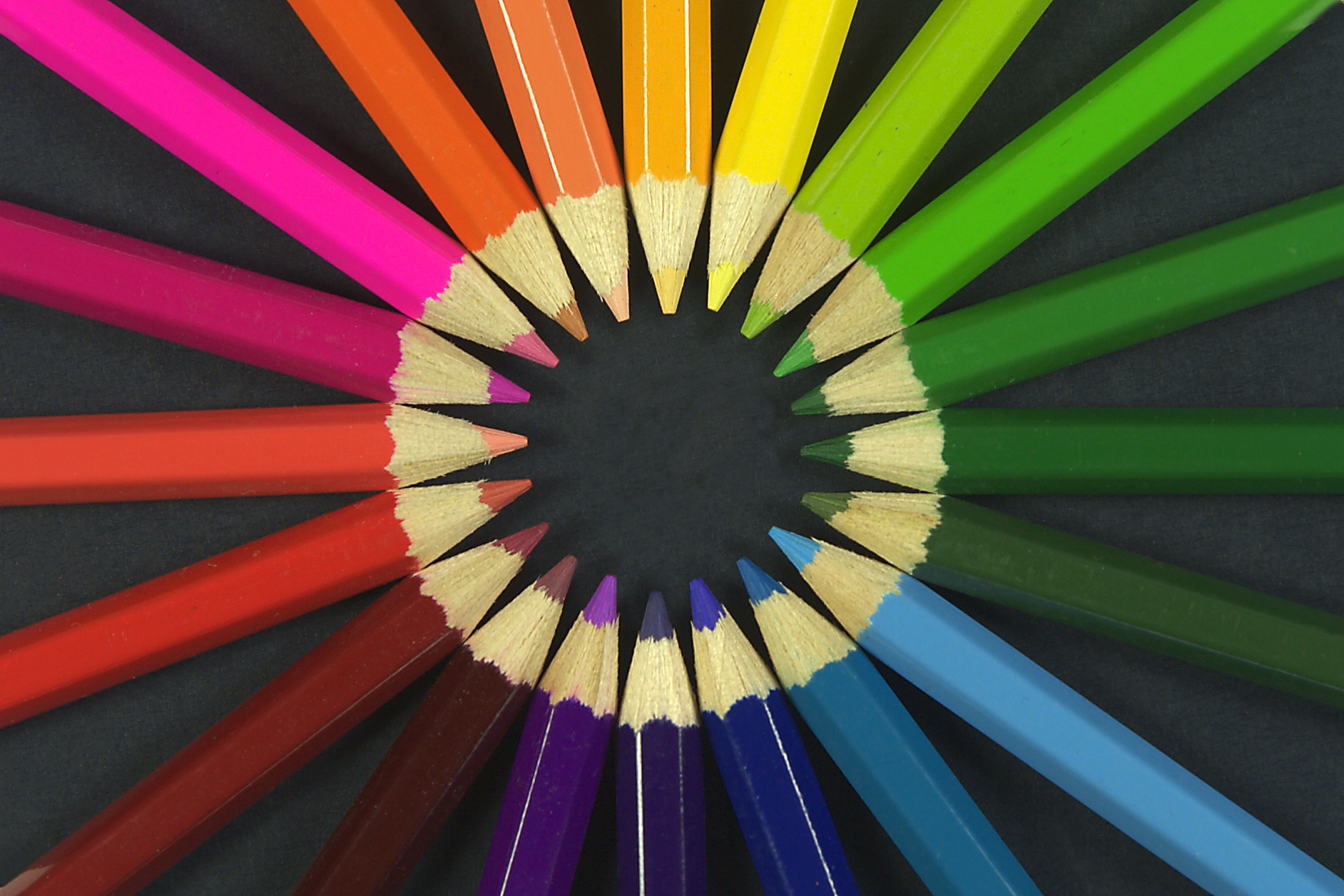
Цветные карандаши

Цветной карандаш — инструмент для рисования, который представляет собой узкое пигментированное ядро, заключенное в цилиндрическую деревянную оболочку. В отличие от графита или угольного карандаша, ядро цветного карандаша имеет масляную или восковую основу и содержит другую пропорцию пигментов, добавок и связующих элементов. Водорастворимые (акварельные) карандаши и пастельные карандаши также производятся как цветные стержни для механических карандашей.

## Виды цветных карандашей
Цветные карандаши могут различаться качеством и удобством использования. Концентрация пигмента в ядре, светостойкость пигментов, долговечность и мягкость стержня — одни из ключевых показателей качества бренда и его рыночной цены. Не существует особой разницы в качестве между карандашами на масляной/восковой основе и водорастворимыми цветными карандашами. Несмотря на это некоторые производители оценивают водорастворимые карандаши как менее светостойкие, чем созданные на масляной/восковой основе. Однако они очень популярны среди художников. Рост популярности цветных карандашей как инструмента рисования послужил основой создания «Colored Pencil Society of America» [CPSA]. Эта ассоциация была основана в 1990 году как некоммерческая организация, ориентированная на художников старше 18 лет, использующих цветные карандаши. CPSA не только продвигает цветные карандаши как инструмент искусства, но и стремится установить стандарты для производителей цветных карандашей. Другие страны, такие как Великобритания, США, Канада, Австралия и Мексика, сформировали свои организации и сообщества для художников, использующих цветные карандаши. Обычно цветные карандаши хранятся в пеналах, чтобы предотвратить механические повреждения.

## История
История цветных карандашей не до конца изучена. Использование карандашей на восковой основе задокументировано: оно берет начало в греческом Золотом Веке и далее упоминается римским ученым Плинием Старшим. Материалы для рисования на восковой основе использовались художниками на протяжении столетий — благодаря их устойчивости к выгоранию, а также живости и яркости цветов. Хотя цветные карандаши использовались для «проверки и маркировки» на протяжении многих десятилетий, только в начале XX века их стали производить в подходящем качестве для художников. Производители, которые первыми начали выпускать цветные карандаши для художников, включают Faber-Castell в 1908 году и Caran d’Ache в 1924 году и далее Berol Prismacolor в 1938. Другими известными производителями являются: Blick Studio, Bruynzeel-Sakura, Cretacolor, Derwent, Holbein, Koh-i-Noor Hardtmuth, Lyra, Mitsubishi (uni-ball), Schwan-Stabilo и Staedtler. С появлением в 2016 году книг-раскрасок и ежедневников-раскрасок для взрослых продажи цветных карандашей в США выросли втрое. Последние годы цветные карандаши активно используются в арт-терапии и реабилитации.